# نيفيل بارسونز
نيفيل بارسونز (بالإنجليزية: Neville Parsons)‏ هو مستكشف أسترالي، ولد في 1926.